# Roman Krawczyk
Roman Krawczyk (ur. 6 października 1951 w Parysowie) – ksiądz katolicki, teolog specjalizujący się w biblistyce.

## Życiorys
W latach 1970–1976 studiował teologię w Wyższym Seminarium Duchownym w Siedlcach. Święcenia kapłańskie otrzymał 5 czerwca 1976. Między 1978-1981 studiował w Instytucie Nauk Biblijnych na Katolickim Uniwersytecie Lubelskim, zakończone w 1979 otrzymaniem stopnia magistra i licencjata z teologii w zakresie nauk biblijnych. W 1981 obronił doktorat na podstawie rozprawy pt. "Biblijna koncepcja świata w księgach mądrościowych Starego Testamentu", następnie przez rok przebywał w Rzymie i uczęszczał na wykłady w Papieskim Instytucie Biblijnym. W 1988 habilitował się w Akademii Teologii Katolickiej w Warszawie na podstawie rozprawy "Antropologiczne tradycje Księgi Rodzaju w Księdze Syracha. Studium egzegetyczno-teologiczne". Od 1999 posiada tytuł profesora nauk teologicznych.
Od 1982 wykładowca w Wyższym Seminarium Duchownym w Siedlcach. W latach 1986–88 proboszcz parafii Krzymosze. W 1990 mianowany został rektorem siedleckiego seminarium. Od 1997 do chwili obecnej na etacie profesora Wydziału Humanistycznego Akademii Podlaskiej (UPH), w latach 2006-2012 Dyrektor Instytutu Historii i Stosunków Międzynarodowych.
Dorobek naukowy obejmuje kilka książek oraz liczne artykuły naukowe i popularnonaukowe, wszystkie o tematyce biblijnej.

## Publikacje
- Stary Testament – Biblia chrześcijanina dzisiaj, Siedlce 1985.
- Sprawy ludzkie w Biblii, Siedlce 1986.
- Antropologiczne tradycje Księgi Rodzaju w Księdze Syracha. Studium egzegetycznoteologiczne, Siedlce 1987.
- Drzewo życia. Zagadnienia wybrane z literatury mądrościowej Starego Testamentu, Siedlce 1994.
- Dekalog. Kodeks etyki społecznej Starego Testamentu, Siedlce 1994.
- Sztuka życia według Biblii. W kręgu starotestamentalnej filozofii życia, Warszawa 1997.
- Kim jest człowiek w świetle Biblii, Siedlce 1998.
- Słów Twoich nie zapomnę : zamyślenia nad biblijnymi czytaniami niedzielnej i świątecznej liturgii, Warszawa 2000.
- Starożytny Izrael : szkice z historii i kultury, Siedlce 2001.
- Psalmy : księga ludzkiego wołania, Warszawa 2005.